# Bryan Kelly
Bryan George Kelly (Oxford, 3 januari 1934) is een Britse componist, muziekpedagoog, dirigent en pianist.

## Levensloop
Kelly studeerde van 1951 tot 1955 aan het Royal College of Music in Londen bij Herbert Howells en Gordon Jacob. Verder studeerde hij in Parijs bij Nadia Boulanger.
Hij was eerst docent aan de Royal Scottish Academy of Music and Drama (RSAMD) in Glasgow en vanaf 1962 doceerde hij tot 1984 harmonie, contrapunt en orkestratie aan zijn Alma mater, het Royal College of Music in Londen. Kelly heeft ook in de Verenigde Staten, Egypte, Italië en Frankrijk geleefd en gewerkt.
Als gastdirigent werkte hij veel met het Leicestershire Schools Symphony Orchestra (LSSO). 
Kelly schreef als componist werken voor orkest, harmonieorkest, brassband, kerkmuziek, muziektheater, vocale muziek en kamermuziek. 
Voor ieder orkestinstrument schreef hij werken, en bovendien voor orgel en piano.

## Composities

### Werken voor orkest
- 1955: - Latin Quarter Overture, voor orkest, op. 1
- 1957: - Music for Ballet, voor orkest
- 1964: - The Tempest, suite voor strijkorkest
- 1967: - Sinfonia Concertante, voor orkest
- 1967: - Cuban Suite, voor orkest
- 1969: - Cookham Concertino, voor orkest
- 1969: - Improvisations on Christmas Carols, voor orkest
  1. Allegro
  2. Andante non troppo
  3. Slowly
  4. Moderato
  5. Allegro
- 1969: - Divertissement, voor orkest
- 1969: - Sancho Panza, ouverture voor orkest
- 1972: - Concerto da Camera, voor hobo en strijkorkest
- 1975: - New Orleans Suite, voor orkest
- 1978: - Concert, voor gitaar en orkest
- 1980: - Concertante Dances, voor solo blazers en strijkorkest
- 1983: - Symfonie nr. 1
- 1986: - Adams apple, ouverture tot de pop-cantate
- 1986: - Symfonie nr. 2
- 2010: - Scrooge - An Entertainment based on "A Christmas carol", voor spreker en orkest
- - Calypso's Isle, suite voor orkest
- - Four Realms, suite voor orkest
- - Irish Dances, suite voor orkest
- - Left Bank, suite voor orkest

### Werken voor brassband
- 1969: - Divertimento, voor brassband
- 1969: - Overture "Provence", voor brassband
- 1973: - Edinburgh Dances, voor brassband
  1. Festival
  2. Scherzo
  3. Folk song
  4. Eccossaise
- 1976: - Andalucia, voor brassband
- 1979: - Concertante Music, voor brassband
- 1983: - Little Symphony, voor brassband
- 1983: - Partita, voor brassband
- 1984: - Primavera, voor brassband
- 1988: - Oxford Scherzo, voor brassband
- - Washington D.C., voor brassband

### Missen en andere kerkmuziek
- 1964: - Canticum Festivum (A Song for St. Cecilia's Day), voor tenor, gemengd koor en orkest - tekst: John Dryden
- 1965: - Magnificat and Nunc Dimittis "Latin American" in Es majeur, voor gemengd koor en orgel
- 1965: - Tenebrae Nocturnes, voor tenor, gemengd koor en orkest
- 1969: - Rejoice, the Lord is king!, anthem voor gemengd koor en orgel - tekst: Charles Wesley
- 1970: - O Be Joyful (Caribbean Jubilate) - Psalm 100, voor gemengd koor en orgel
- 1970: - Stabat mater, voor sopraan, bas, gemengd koor en orkest
- 1970: - Veni sancte Spiritus, motet voor dubbelkoor (SSAATTBB) a capella
- 1971: - De Profundis, anthem voor gemengd koor en koperblazers
- 1972-1973: - Let There Be Light, voor spreker, sopraan, gemengd koor en orkest
- 1973: - Abingdon Carols, voor gemengd koor a capella
- 1977: - Wilt thou forgive that sin? uit "At the Round Earth's Imagined Corners", voor tenor, gemengd koor en strijkorkest
- 1979: - Latin Magnificat, voor gemengd koor en harmonieorkest
- 1979: - Te Deum and Jubilate, voor gemengd koor en orgel
- 1981: - Ring Out, ye Crystall Sphears, voor sopraan, gemengd koor en orkest
- 1982: - Emmanuel Evening Service, voor gemengd koor en orgel
- 1982: - Festival Te Deum, voor gemengd koor en orgel
- 1984: - O clap your hands, voor gemengd koor en orgel
- 1984: - This lovely Lady Sat and Song, voor gemengd koor
- 1986: - Gloria, voor dubbelkoor (SSAATTBB)
- 1986: - Our Joyfulst Feast, Engels kerstlied voor gemengd koor a capella
- 1986: - When Christ was born of Mary free, voor gemengd koor a capella
- 1988: - Umbrian mass, voor gemengd koor a capella
- 1991: - Missa brevis, voor gemengd koor en orgel
- 1995: - Dover Beach, voor dubbelkoor (SSAATTBB) a capella - tekst: Matthew Arnold
- 1995: - Like as the hart - Psalm 42, voor gemengd koor en orgel
- 1997: - For the Fallen, voor gemengd koor a capella - tekst: Laurence Binyon
- 1997: - Prayer of St. Francis: "Lord, make me an instrument of your peace", voor gemengd koor en orgel - tekst: Franciscus van Assisi
- 1997: - Ave verum corpus, voor gemengd koor a capella - tekst: Paus Innocentius VI
- 1998: - Praise His Name in the Dance, voor gemengd koor en orgel
- 2003: - Canterbury Responses - Preces, Responses and the Lord's Prayer, voor hoge stemmen a capella
- 2005: - Kentucky Canticles - Magnificat, voor sopraan, gemengd koor en orgel
- 2008: - The Capriol Carol, voor gemengd koor en orgel (of piano)
- 2009: - In songs and in mirth, vijf kerstliederen voor gemengd koor a capella
- 2010: - Summer in Winter, voor gemengd koor en orgel (of piano) - tekst: Richard Crashaw
- 2011: - Joly joly wat, voor gemengd koor en orgel (of piano)
- - Done is a Battell on the Dragon Black, voor gemengd koor
- - Psalm 150, voor driestemmig gemengd koor en orgel

### Muziektheater

#### Opera's
| Voltooid in | titel                                         | aktes  | première                        | libretto    |
| ----------- | --------------------------------------------- | ------ | ------------------------------- | ----------- |
| 1968        | Herod, Do Your Worst, kinderkerstopera        | 1 akte |                                 | John Fuller |
| 1971        | The Spider Monkey Uncle King, opera pantomime |        | 1971, Cookham, Cookham Festival | John Fuller |

### Vocale muziek

#### Cantates
- 1966: - Surrexit Hodie, cantate voor bariton, gemengd koor, slagwerk, orgel en strijkorkest - tekst: Jean Tisserand, Engelse vertaling: Frederick Brittain
- 1972: - At the Round Earth's Imagined Corners, cantate voor tenor, gemengd koor en strijkorkest - tekst: John Donne
- 1985: - Adam's apple, pop-cantate voor 2 sprekers, unisono koor en piano - tekst: John Fuller
- 1986: - St. Francis of Assisi, cantate voor sopraan, 2 tenoren, bas, gemengd koor en orkest - tekst: John Fuller
- 1986: - Proud music of the storm, cantate voor tenor gemengd koor en orkest - tekst: Walt Whitman
- 1987: - Fox trot, cantate voor gelijke zangstemmen en piano - tekst: John Fuller
- 1992: - Africa, cantate voor tenor, school en 2 gemengde koren, harmonieorkest en piano - tekst: Bob Devereux
- 1993: - Crucifixion, cantate voor sopraan, tenor, gemengd koor, orgel, strijkorkest en slagwerk - tekst: Anne Ridler
- 1999: - Look stranger, on this island, cantate voor bariton solo, gemengd koor, jeugdkoor, koperensemble en orkest - teksten: W.H. Auden, Derek Walcott, George Mackay Brown, William Shakespeare, John Masefield

#### Werken voor koor
- 1967: - Partita for voices, vijf liederen voor gemengd koor
- 1968: - Sleep Little Baby, carol voor gemengd koor
- 1968: - On Christmas Eve, suite van Engelse kerstliederen voor tweestemmig jeugd-/kinderkoor en piano
- 1969: - Three London Songs, voor sopraan solo en gemengd koor - tekst: John Fuller
  1. Missing
  2. Fruit machine
- 1973: - Half a Fortnight, voor unisono koor, piano en slagwerk - tekst: John Fuller
- 1975: - Boys in a pie, voor tweestemmig koor en piano - tekst: John Fuller
- 1986: - Biscuit Girl, voor gemengd koor - tekst: John Fuller
- 1986: - The ship of sounds, vier liederen voor unisono koor en piano

#### Liederen
- 1966 - The Shield of Achilles, voor tenor, strijkorkest, pauken en slagwerk - tekst: W.H. Auden
- 1986: - Unheard Melodies, liederencyclus voor bariton en piano - tekst: Walter de la Mare
  1. Napoleon
  2. Martins : September
  3. Grim
  4. Unheard melodies
  5. Thunder
  6. All that's past

### Kamermuziek
- 1959: - 3 stukken, voor viool en piano
- 1961: - Three bagatelles, voor hobo (of klarinet) en piano
- 1964: - 2 Concert Pieces, voor klarinet en piano
- 1966: - Fanfares and sonatina, voor kopersextet (2 trompetten, 2 hoorns en 2 trombones)
- 1976: - New Orleans suite, voor 2 hobo's, fagot en piano
- 1977: - Three Spanish pieces, voor 4 celli
- 1978: - Basque suite, voor gitaar en klavecimbel (of piano)
- 1978: - Zodiac, twaalf stukken voor klarinet en piano
- 1979: - Partita, voor hobo en piano
- 1979: - Suite parisienne, voor koperkwintet
- 1980: - Fanfares and inventions, voor 3 trombones
- 1980: - Sonatina, voor trombone en piano
- 1981: - Serenade, voor blaaskwintet (dwarsfluit, hobo, klarinet, hoorn en fagot)
- 1981: - Sonatina, voor dwarsfluit en piano
- 1982: - Caliban & Ariel, voor contrabas en piano
- 1982: - Suite, voor 3 trompetten
- 1983: - Lérici variations, voor fagot en piano
- 1984: - Divertimento, voor trompet en piano
- 1985: - Concert suite, voor hoorn en piano
- 1987: - Sonatina, voor 2 trompetten en orgel
- 1995: - Caribbean Suite, voor dwarsfluit en piano (of voor 4 dwarsfluiten)
- 1995: - Dordogne dances, voor tuba en piano
- 1999: - Two Harlem pieces, voor dwarsfluit en piano
- 2000: - Don Quixote suite, voor sopraansaxofoon (of klarinet) en piano
- 2003: - Brass Bagatelles, voor tenorhoorn in es (of bariton; of eufonium) en piano
- 2003: - Mood Pieces, voor sopraansaxofoon (of klarinet) en piano
- 2004: - Three Iberian pieces, voor 4 fagotten
- 2004: - Whodunnit, suite voor trompet en piano
- 2005: - Globe Theatre Suite, voor sopraanblokfluit (of piccolo) en piano
- 2007: - Fandangos, voor 2 dwarsfluiten
- 2008: - Diversions & dances, voor 2 celli
- 2010: - Sonatina, voor cello en piano
- 2011: - Dance preludes, voor hoorn en piano
- 2012: - Menagerie, voor klarinet en piano
- 2012: - Trinidad trio, voor 2 trompetten en trombone
- - Snapshots, voor dwarsfluit en piano

### Werken voor orgel
- 1960: - Prelude and Fugue
- 1966: - Nativity scenes
- 1967: - Introduction and allegro
- 1973: - Pastorale and Paean
- 1999: - Introit, prelude and fugue
- 2009: - Six little chorale preludes

### Werken voor piano
- 1961: - At the ballet, zes dansimpressies
- 1971: - Sonate
- 1987: - Italian Dances, zes stukken
- - Three Bagatelles

### Werken voor gitaar
- 1964: - Aubade, Toccata, and Nocturne